# Egilsstaðir
Egilsstaðir er en by på det østlige Island med 2306 (2706 i hele byområdet) indbyggere (2016), beliggende ved den 40 km lange, 2 km brede og 112 m dybe sø Lögurinn.
Egilsstaðir, der har fået sit navn efter gården Egilsstaðir, blev grundlagt 1947 på grund af et behov for et servicecenter og byfaciliteter på det østlige Island. Byen er præget af at være et uddannelsescentrum og har et livligt kulturliv med mange festivaler.
Den har lufthavn, skole, museum, sygehus, administration, hoteller og restauranter, campingplads, indkøbscentre og benzinstationer. Lufthavnen er reserveflyveplads for Islands internationale lufthavn Keflavík.
Hovedvejen rute 1 går over floden Lagarfljót i nærheden af gården Egilsstaðir.
Byen voksede 2004-2008 under byggeriet af Kárahnjukár-dæmningen, som producerer elektricitet til en aluminiumsfabrik i Reyðarfjörður ejet af Alcoa.

## Turisme
Færgeselskabet, "Lagarfljótsormurinn," opkaldt efter søuhyret Lagarfljóts-ormen, der siges at holdes til i søen, tilbyder sejlture på den rolige 30 km lange strækning vand, som er omkranset af bakker og trædækkede bredder. Der er også muligheder for river rafting, lystfiskeri og ture på vandscootere.
25 km fra byen ligger skoven Hallormsstadarskógur (plantet 1903), som er kendt for sit milde klima og gode vandrestier.
Der er ca. en times vandring op til toppen af det 508 m høje fjeld Mulakollur, hvorfra der er udsigt ud over området.
I omegnen af Egilsstaðir er der gode muligheder for jagt på f.eks rensdyr.
Fra Egilsstaðir er der en en god 160 km asfaltvej til vulkanområdet ved Mývatn.